# Ricardo Pardo Zancada
Ricardo Pardo Zancada (Badajoz, 3 d'agost de 1935) és un exmilitar espanyol, ultracatòlic, que va ser comandant de l'exèrcit i va estar implicat en el cop d'estat del 23 de febrer de 1981, per la qual cosa va ser condemnat a dotze anys de presó per un delicte consumat de rebel·lió militar, i amnistiat el 1989.

## Biografia
El seu pare va lluitar a la guerra civil espanyola com a alferes provisional. Ell mateix va ingressar a l'Acadèmia d'Infanteria de Toledo com a membre de banda l'1 de novembre de 1950. El 1952 va d'ingressar en l'Acadèmia General Militar i el 1956 assolí el grau de tinent d'Infanteria, i el 1964 el de capità. Va estar destinat al Regiment de Carros de Combat Alcázar de Toledo núm 61, al Terç Don Juan de Austria (III de la Legió) i a l'Escola d'Aplicació d'Infanteria. També va estar destinat al Regiment d'Infanteria Àlaba núm 32, a la Sotssecretaria del Ministeri de l'Exèrcit d'Espanya i a l'Estat Major Central de l'Exèrcit. Entre 1972 i 1973 va treballar al SECED sota les ordres de José Ignacio San Martín. A continuació va ser destinat a l'Acadèmia de Policia Armada i, finalment, a la Divisió Cuirassada Brunete.
Al febrer de 1981 era comandant d'infanteria en la Divisió Cuirassada Brunete instal·lada als afores de Madrid. En la matinada del 24 de febrer de 1981, hores després que el tinent coronel Antonio Tejero assaltés el Congrés dels Diputats, es va presentar als afores al comandament d'una companyia de policia militar amb 113 homes formada amb 4 capitans. Va redactar el conegut com a manifest juntament amb diversos oficials de la Guàrdia Civil i que va intentar publicar en el diari ultradretà El Alcázar i que fos emès per La voz de Madrid, sense èxit. Al manifest, els signants expressaven el seu desig de veure el rei al capdavant de les Forces Armades i de les "destinacions d'Espanya" amb el suport de l'exèrcit. Quan va tractar de ser dissuadit en els seus intents de difondre el document, va declarar que solament obeïa ordres del capità general Jaime Milans del Bosch, que s'havia revoltat en la III Regió Militar (zona de València). Es va encarregar de signar el denominat pacte del capó per part dels revoltats, al costat del tinent coronel Fuentes Gómez de Salazar per les autoritats lleials, en el qual s'imposaven les condicions per a la rendició dels colpistes.
Després de sortir de presó va ser director de la revista Iglesia-mundo (1988-1994) i el 1999 fou col·laborador del setmanari MC, propietat de Mario Conde.

## Obres
Ha escrit dos llibres sobre el cop d'Estat: 23-F: las dos caras del golpe (2005) i 23-F. La pieza que falta (1998). El 1987 va publicar la seva tesi doctoral Las Fuerzas Armadas y su derecho a la información.